# Gorno Lukovo, Haskovo
Gorno Lukovo (în bulgară Горно Луково) este un sat în comuna Ivailovgrad, regiunea Haskovo,  Bulgaria. 

## Demografie
Componența etnică a satului Gorno Lukovo
     Nicio identificare (100%)
     Altele (0%)
La recensământul din 2011, populația satului Gorno Lukovo era de 2 locuitori. . Pentru 100% din locuitori nu este cunoscută apartenența etnică.